# Un po' del mio cuore
Un po' del mio cuore è il nono album del cantante siciliano Gianni Celeste, cantato in lingua napoletana, pubblicato nel 1990.

## Tracce
1. Nun è Natale
2. Si dda Mia
3. Lei se n'è andata
4. Ricordi di scuola
5. Giorno per giorno
6. Chiamami
7. Spogliati
8. La mia signora
9. Le tue promesse
10. Comme se fa
11. Perdo per te
12. Mammà
13. Ire guagliona
14. Un'altra occasione
15. Ricordi di un bambino
16. Vulimmece bene